# Ризван Сулеймани
Ризван Сулеймани (на македонска литературна норма: Ризван Сулејмани; на албански: Rizvan Sulejmani) е политик от Северна Македония от албански произход.

## Биография
Сулеймани е роден в скопското село Любин на 8 януари 1957 година. Завършва Електротехническия факултет в Скопие Сулеймани е народен представител от Партията за демократичен просперитет, заместник-министър на отбраната и министър на местното самоуправление в правителствата на Социалдемократическия съюз на Македония и Демократичния съюз за интеграция и директор на Института за политическо и интеркултурно обучение.